# Henrique Soares da Costa
Henrique Soares da Costa (Penedo, 11 aprile 1963 – Recife, 18 luglio 2020) è stato un vescovo cattolico brasiliano.

## Biografia
Henrique Soares da Costa è nato a Penedo l'11 aprile 1963 da Lourival Nunes da Costa e Maria Francisca Tereza Soares da Costa.

### Formazione e ministero sacerdotale
Frequentò la scuola primaria e secondaria a Junqueiro e a Maceió. Nel 1981 entrò nel seminario di Maceió e nel 1984 conseguì la laurea in filosofia presso l'Università Federale di Alagoas. Dal 1985 al 1989 fu novizio nel monastero di San Benedetto a Rio de Janeiro e presso il monastero trappista di Nostra Signora del Nuovo Mondo a Campo do Tenente. Nel 1990 tornò nel seminario di Maceió che aveva da poco avviato la Facoltà di teologia. L'anno successivo fu inviato a Roma per studi. Nel 1994 conseguì la licenza in teologia dogmatica presso la Pontificia Università Gregoriana.
Il 15 agosto 1992 fu ordinato presbitero per l'arcidiocesi di Maceió. In seguito fu formatore nel seminario arcidiocesano; professore di teologia in diversi seminari e istituti, tra i quali il Centro di Studi Superiori di Maceió, l'Istituto francescano di teologia a Olinda e l'Istituto Sedes Sapientiae di Recife; cappellano del monastero della Santissima Trinità delle Suore Serve della Santissima Trinità di Rovigo; vicario episcopale per i laici; rettore della chiesa di Nossa Senhora do Livramento a Maceió; canonico del capitolo della cattedrale metropolitana; membro supplente del consiglio della cultura dello Stato di Alagoas; membro del consiglio presbiterale, responsabile per i diaconi permanenti e per la scuola diaconale arcidiocesana e coordinatore della commissione arcidiocesana per l'educazione politica.

### Ministero episcopale
Il 1º aprile 2009 papa Benedetto XVI lo nominò vescovo ausiliare di Aracaju e titolare di Acufida. Ricevette l'ordinazione episcopale il 19 giugno successivo nel Ginásio Presidente Fernando Collor a Maceió dall'arcivescovo metropolita di Maceió Antônio Muniz Fernandes, co-consacranti l'arcivescovo metropolita di Aracajú José Palmeira Lessa e l'arcivescovo emerito di Maceió José Carlos Melo.
Nel settembre del 2010 compì la visita ad limina.
Il 19 marzo 2014 papa Francesco lo nominò vescovo di Palmares.
Il 4 luglio 2020 fu ricoverato all'ospedale memoriale "San Giuseppe" a Recife per gravi problemi respiratori causati dal COVID-19. Accettò la sua situazione e, secondo la sua diocesi, era calmo, sereno e con una profonda spiritualità. Morì il 18 luglio all'età di 57 anni per complicazioni della malattia. Fu il terzo vescovo brasiliano a morire di COVID-19. La sua salma fu quindi portata nella città di Palmares. Il giorno dopo la sua morte, il sindaco di Maceió, Rui Palmeira, offrì le sue condoglianze alla famiglia e proclamò il lutto ufficiale in memoria del vescovo dal 20 al 23 luglio. Le esequie si tennero il 19 luglio alle ore 10 nella cattedrale dell'Immacolata Concezione dei Monti a Palmares. A causa della pandemia di COVID-19 poterono partecipare solo i vescovi, i sacerdoti, i diaconi e i famigliari. Al termine del rito fu sepolto nello stesso edificio.

## Genealogia episcopale
La genealogia episcopale è:
- Cardinale Scipione Rebiba
- Cardinale Giulio Antonio Santori
- Cardinale Girolamo Bernerio, O.P.
- Arcivescovo Galeazzo Sanvitale
- Cardinale Ludovico Ludovisi
- Cardinale Luigi Caetani
- Cardinale Ulderico Carpegna
- Cardinale Paluzzo Paluzzi Altieri degli Albertoni
- Papa Benedetto XIII
- Papa Benedetto XIV
- Cardinale Enrico Enriquez
- Arcivescovo Manuel Quintano Bonifaz
- Cardinale Buenaventura Córdoba Espinosa de la Cerda
- Cardinale Giuseppe Maria Doria Pamphilj
- Papa Pio VIII
- Papa Pio IX
- Cardinale Alessandro Franchi
- Cardinale Giovanni Simeoni
- Cardinale Antonio Agliardi
- Cardinale Basilio Pompilj
- Arcivescovo Joaquim Domingues de Oliveira
- Cardinale Jaime de Barros Câmara
- Arcivescovo Hélder Pessoa Câmara
- Arcivescovo Marcelo Pinto Carvalheira
- Arcivescovo Antônio Muniz Fernandes, O. Carm.
- Vescovo Henrique Soares da Costa

## Araldica
| Stemma | Titolare                                     | Descrizione |
|        | Henrique Soares da Costa Vescovo di Palmares | Lo stemma ha un campo oro con sopra una Y rossa, la prima lettera di Yiós, figlio in greco. La forma stessa della lettera Y evoca l'immagine di Cristo con le braccia tese in croce. Lo stemma denota una visione profondamente cristocentrica: tutto converge nel Figlio che si dona amorevolmente al Padre nello Spirito Santo, evocato dal colore rosso. Il campo giallo ricorda il che il frutto della resa di Cristo è la salvezza, cioè la divinizzazione di tutta l'umanità e di ogni creatura. L'oro che riempie l'intero stemma è espressione della salvezza universale di Cristo. Il giglio azzurro ricorda la Vergine Maria, a cui il vescovo era devoto. La Vergine è modello di ogni discepolo, Madre dei pastori della Chiesa e collaboratrice efficace nell'opera di salvezza operata dal Signore Gesù. Come motto ha scelto l'espressione "In Christo pascere". Il vescovo è un ministro e non è nient'altro che uno strumento della divinizzazione operata da Cristo. Lo stemma è completato con gli ornamenti esterni che sono una croce processionale episcopale d'oro, posta dietro allo scudo e che si estende sopra e sotto lo stesso e un cappello ecclesiastico chiamato galero, con sei nappe in tre file su entrambi i lati dello scudo. Queste sono le insegne araldiche di un prelato del grado di vescovo come da disposizione della Santa Sede del 31 marzo 1969. |